# Samsung Galaxy S Duos 3
Samsung Galaxy S Duos 3 - Android смартфон, производимый и продаваемый Samsung Electronics, который является прямым преемником оригинального Galaxy S Duos 2 2013 года. Он был анонсирован в августе 2014 года и в том же месяце поступил в продажу..
В отличие от других моделей Samsung с двумя SIM-картами, этот телефон относится к высококлассной серии "S", поэтому его позиционируют как часть семейства "Galaxy S". Несмотря на то, что телефон называется прямым преемником оригинального телефона S Duos 2, внешний и физический дизайн модели идентичен оригинальной модели, за исключением кнопки меню, которая теперь заменена кнопкой недавних приложений, а также акцентируется внимание на внутренних обновлениях, таких как модернизированный процессор и обновленная операционная система Android. Он по-прежнему доступен во многих азиатских странах.

## Спецификации

### Дизайн
Дизайн S Duos 3 такой же, как у S Duos и S Duos 2. Он имеет немного менее округлую форму с хромированными краями, тот же корпус из поликарбоната, отделку из искусственного металла и съемную заднюю крышку с текстурой премиум-класса. S Duos 3 доступен в черном и белом цвете.

### Аппаратное обеспечение[4]
S Duos 3 имеет 1,0 ГГц двухъядерный процессор наряду с 512 МБ оперативной памяти и 4 ГБ внутренней памяти (только 2,1 ГБ доступно пользователю). Он оснащен 5-мегапиксельной задней камерой со светодиодной вспышкой и 0,3-мегапиксельной (VGA) фронтальной камерой. Задняя камера имеет 7 режимов съемки и может записывать видео в формате 720p.
S Duos 3 оснащен 4,0-дюймовым (100,8 мм) WVGA TFT LCD с разрешением 480x800 пикселей и плотностью пикселей 233 ppi, таким же, как у S Duos 2, но не позволяет автоматически регулировать яркость и гамму из-за отсутствия датчика освещенности, в отличие от предшественника. В нем отсутствует датчик приближения.
S Duos 3 также оснащен съемным аккумулятором емкостью 1500 мАч Li-Ion. Его хватает на 4-5 часов интенсивного использования и чуть более 3 часов игр.
В отличие от моделей начального уровня с двумя SIM-картами от Samsung, S Duos 3 активен на обеих SIM-картах постоянно, как и S Duos 2; таким образом, он готов принимать звонки на любую SIM-карту, если вызов еще не начался. В качестве опции он может принимать два вызова одновременно, но для этого необходимо настроить переадресацию на недоступные номера, что зависит от наличия возможности у оператора и может повлечь за собой дополнительную плату. Ограничением телефона является то, что только одна SIM-карта может быть активна в UMTS (и, следовательно, передавать данные) одновременно, поэтому он может быть непригоден для определенных комбинаций сетей.

### Программное обеспечение
S Duos 3 поставляется с Android 4.4.2 KitKat и обновленным пользовательским интерфейсом Samsung TouchWiz Essence UX. В S Duos 3 добавлены некоторые функции Galaxy S4, такие как фирменные виджеты Samsung, используемые моделями с той же версией ОС.